# Селинская волость (Московская губерния)
Селинская волость (в 1921—1929 годах — Владыкинская волость) — волость в составе Клинского уезда Московской губернии. Существовала до 1929 года. Центром волости до 1921 года было село Селинское, позже — село Некрасово.
В 1921 году Селинская волость была переименована во Владыкинскую.
По данным 1924 года во Владыкинской волости было 10 сельсоветов: Гончаковский, Горковский, Колосовский, Некрасинский, Ново-Базаровский, Олисовский, Тимонинский, Третьяковский, Троицкий и Шипулинский.
В 1925 году Олисовский с/с был переименован в Полушкинский, а Гончаковский — в Сидорковский.
В 1926 году был упразднён Ново-Базаровский с/с.
В 1927 году Полушкинский с/с был переименован в Олисовский, а Сидорковский — в Гончаковский. Восстановлен Ново-Базаровский с/с.
В 1929 году Ново-Базаровский с/с был вновь упразднён.
В 1929 году Владыкинская волость включала 9 с/с: Гончаковский, Горковский, Колосовский, Некрасинский, Олисовский, Тимонинский, Третьяковский, Троицкий и Шипулинский.
В ходе реформы административно-территориального деления СССР в 1929 году Владыкинская волость была упразднена.